# 林贄
林贄（？—？），字季宣，號澹生，福建興化府莆田縣人。明朝政治人物。

## 生平
萬曆三十四年（1606年）丙午科福建鄉試第七名舉人，四十四年（1616年）丙辰科二甲二十一名進士。户部觀政，四十五年授户部主事，四十七年管理九江鈔關，四十八年丁憂歸。起補江西司，天啓三年升户部河南司员外郎、郎中，本年出為浙江金華府知府。天啓六年閏六月升湖廣按察司副使、荆西兵备道，七年升浙江參政，崇祯二年升江西按察使，三年升廣東右布政使，五年升左布政，六年調廣西左布政使，累官都察院右佥都御史、巡抚广西，平定衡永矿乱。与同科進士从兄林鳴璠并名重一时。

## 家族
曾祖林相。祖父林元煌。父林拱文。

## 引用
- 《萬曆四十四年丙辰科進士履歷》：林贽，澹生，诗六房，丙戌八月二十日生。

1. ↑  四庫全書本《浙江通志·卷119》
2. ↑  《福建通志》：林贽，字季宣，莆田人。万历丙辰进士，由户部郎历都御史、巡抚广西。衡永矿寇作乱，桂邸求援，贄移镇全州，调度兵食，擒贼奏凯。靖江藩有反谋，欲邀贽城外观操，贄谓亲王不典兵，祖制也。且出城有禁。藩又言土司愿共伐安南，自备十万兵，得抚军一檄，允其统率，可成大功。贄以无故困用兵属国，非请旨不可。藩知其有备，遂不敢动。复纠劾巡按御史某赃私状，墨吏咸望风解綬。後予告归卒。从兄鸣璠字朋石，同年进士，令诸暨有声，以户部主事出监淮安税，与权璫忤，弃官归，风节并重一时云。